# منتهى الإرادات (كتاب)
منتهى الإرادات في جمع المقنع مع التنقيح وزيادات ويسمى اختصارًا منتهى الإرادات كتاب فقهي ألفه الفقيه ابن النجار الفتوحي (898 هـ - 972 هـ)، وهو كتاب على مذهب الإمام أحمد بن حنبل. الكتاب من الكتب المختصرة والمعتمدة في المذهب الحنبلي، جمع فيه المؤلف بين كتابي المقنع لابن قدامة والتنقيح المشبع لعلاء الدين المرداوي مع ضم بعض الفوائد والزيادات عليه، وكان نهج المؤلف في مؤلفه هو تبيان القولَ الصحيح والراجح والمعمول به في المذهب. يعد الكتاب في قمة كتب الحنابلة المعتمدة في القضاء والفتوى والدراسة والتدريس.
قال ابن النجار في مقدمته كتابه:
| منتهى الإرادات (كتاب) | فالتنقيح المشبع في تحرير أحكام المقنع في الفقه على مذهب الإمام المبجل أبي عبد الله أحمد بن محمد بن حنبل الشيباني رضي الله عنه، قد كان المذهب محتاجاً إلى مثله، إلا أنه غير مستغن عن أصله، فاستخرت الله تعالى أن أجمع مسائلهما في واحد، مع ضم ما تيسر عقله من الفوائد الشوارد، ولا أحذف منهما إلا المستغنى عنه والمرجوح وما بني عليه، ولا أذكر قولاً غير ما قدم أو صحح في التنقيح إلا إذا كان عليه العمل أو أشهر أو قوي الخلاف، فربما أشير إليه، وحيث قلت: قيل وقيل - ويندر ذلك -: فلعدم الوقوف على تصحيح، وإن كانا لواحد فلإطلاق احتماليه. وسميته: منتهى الإرادات في جمع المقنع مع التنقيح وزيادات. | منتهى الإرادات (كتاب) |

## شروح وحواشي الكتاب
- معونة أولي النهى شرح المنتهى: تأليف ابن النجار الفتوحي.
- دقائق أولي النهى لشرح المنتهى ويعرف أيضًا بشرح منتهى الإرادات: تأليف البهوتي.
- حاشية الخلوتي على متهى الإرادات: تأليف محمد بن أحمد الخلوتي.
- حاشية ابن قائد على منتهى الإرادات: تأليف ابن قائد النجدي.

## النشر العلمي للكتاب
1- حققه الشيخ عبد الغني عبد الخالق رحمه الله تعالى،أستاذ أصول الفقه بكلية الشريعة جامعة الأزهر، عام 1381هـ / 1962م.  ونشرت مصورته عالم الكتب، وصدر في مجلدين.
2- حققه معالي الشيخ أد. عبد الله بن عبد المحسن التركي، وصدر عن مؤسسة الرسالة، ببيروت ، لبنان ، الطبعة الأولى، عام 1419 هـ / 1999 م ، وصدر في مجلدين.
3- حققه الدكتور عبد الله أحمد فؤاد كامل ، في مجلدين عام 1445هـ / 2024م ، ونشرته دار ركائز بالكويت ، وقد قوبلت هذه الطبعة على خط المصنف (تأريخ خطه 955هـ) ، وقد بيّن فيها ما حصل من المصنف من تعديل أو حذف أو إضافة، وشرح كل ذلك في حواشي الطبعة.